# Anthomycetella canarii
Anthomycetella canarii är en svampart som beskrevs av Syd. & P. Syd. 1916. Anthomycetella canarii ingår i släktet Anthomycetella och familjen Raveneliaceae.   Inga underarter finns listade i Catalogue of Life.